# Futa Toro
Futa Toro (uolofe e fula: Fuuta Tooro, فُوتَ تࣷورࣷ‎, 𞤆𞤵𞥄𞤼𞤢 𞤚𞤮𞥄𞤪𞤮; em árabe: فوتا تورو), muitas vezes simplesmente Futa, é uma região semidesértica no meio do caminho do rio Senegal. Esta região, ao longo da fronteira do Senegal e da Mauritânia, é historicamente significativa como o centro de vários estados fulas e uma fonte de exércitos da jiade e migrantes para Futa Jalom. A palavra Futa é um nome geral que os fulas deram a qualquer área em que viviam, enquanto Toro era a identidade real da região para seus habitantes, provavelmente derivada do antigo Reino de Tacrur.

## Geografia
O Futa Toro se estende por cerca de 400 quilômetros, mas apenas uma faixa estreita de até 20 quilômetros de cada lado do Rio Senegal é bem irrigada e fértil. O interior, longe do rio, é poroso, seco e infértil. Historicamente, cada uma das províncias geográficas de Futa Toro eram bolsões férteis das planícies de inundação de waalo, e esse recurso era controlado por grupos de parentesco. A longa extensão significava que a região era dividida entre muitas famílias, e a transmissão de direitos de propriedade de uma geração para a outra levou a muitas disputas familiares, crises políticas e conflitos.

## História
Os fulas chegaram pela primeira vez ao que hoje é Futa Toro durante o reinado do Império do Gana, fugindo das regiões cada vez mais áridas de Adrar e Hode. Pastores nômades, se misturaram com as populações pesqueiras e agrícolas proto-sererês e jalofos anteriores. Futa Toro foi uma das primeiras regiões da África Ocidental a se tornar islamizada, no século XI. Conhecida como Tacrur na época, enriqueceu com o comércio transaariano, principalmente depois que a captura almorávida de Audagoste sufocou os centros comerciais concorrentes. Um alvo para conquistadores, no entanto, Futa Toro foi conquistada ou vassalizada sequencialmente pelos Impérios do Gana, o Império Sosso, o Império Mali e o Império Jalofo.
Coli Tenguela fundou o Império de Grão-Fulo (denanquê) no início do século XVI, quebrando esse ciclo. A ascensão do Imamato de Futa Toro em 1776, que encerrou o governo denanquê, inspirou uma série de movimentos de reforma islâmica e jiades pela região, liderados por grupos de muçulmanos fulas educados conhecidos como torodos. Na década de 1780, Abdelcáder se tornou almami (líder religioso ou imame) de Futa Toro, mas suas forças não conseguiram estabelecer seu controle sobre os estados vizinhos.

### Províncias
Historicamente, a parte ocidental era chamada de Toro, e a porção central inclui as províncias de Bosea, Irlabe Hebiabe, Lau e Hailabe. A Futa oriental inclui as províncias de Angenar e Danga. Durante o auge do poder fula na região, do século XI ao XVII, Futa Toro incluía as planícies até os planaltos de Tagante e Assaba. O vale do rio Gorgol na margem norte, com a capital real de Tacrur, era o coração. A partir do século XVII, no entanto, Futa Toro encolheu à medida que o Saara secava e os ataques berberes e hassanitas se intensificavam.